# فوستر ووترمان ستيرنز
فوستر ووترمان ستيرنز هو سياسي أمريكي، ولد في 29 يوليو 1881 في هول في الولايات المتحدة، وتوفي في 4 يونيو 1956 في إيكستر في الولايات المتحدة. نشط حزبياً في الحزب الجمهوري. وقد انتخب عضو مجلس النواب الأمريكي ‏.